# Fonction positive
Cet article détaille plusieurs propriétés de positivité d'une fonction.
Une fonction C est semi-définie positive si elle est paire et :
{\displaystyle \forall p,\forall x_{1},\ldots ,x_{p},\forall \mu _{1},\ldots ,\mu _{p},\sum _{\alpha =1}^{p}\sum _{\beta =1}^{p}\mu _{\alpha }\mu _{\beta }C\left(x_{\beta }-x_{\alpha }\right)\geq 0}
La covariance d'une fonction aléatoire stationnaire d'ordre 2 est semi-définie positive ; inversement, une fonction semi-définie positive est la covariance d'une fonction aléatoire gaussienne.

Une fonction γ est conditionnellement définie négative, si :
{\displaystyle \forall p,\forall x_{1},\ldots ,x_{p},\forall \mu _{1},\ldots ,\mu _{p},\sum _{\alpha =1}^{p}\mu _{\alpha }=0\Rightarrow \sum _{\alpha =1}^{p}\sum _{\beta =1}^{p}\mu _{\alpha }\mu _{\beta }\gamma \left(x_{\beta }-x_{\alpha }\right)\leq 0}